# 道の駅小石原
道の駅小石原（みちのえき こいしわら）は、福岡県朝倉郡東峰村にある国道211号の道の駅である。

## 施設
- 駐車場
  - 普通車：36台
  - 大型車：3台
  - 身障者用：2台
- トイレ
  - 男：大 4器（2器）、小 7器（4器）
  - 女：8器（4器）
  - 身障者用：2器（1器）

※（）内は、24時間利用可能
- 公衆電話
- 公衆FAX
- レストラン「こだち」（10:00 - 18:00（平日）、10:00 - 19:00（土日祝））
- 喫茶店（10:00 - 18:00（平日）、10:00 - 19:00（土日祝））
- 物産販売所
- 地域観光・道路情報コーナー

## 休館日
- 年中無休

## アクセス
- 国道211号 - 登録路線
  - 国道500号
  - 福岡県道78号添田小石原線

## 周辺
- 深仙宿
- 小石原工芸館